# Ruimte van Reinke
De ruimte van Reinke is een onderdeel van de opbouw van de stemplooien, oftewel stembanden. Het is los weefsel. Hierdoor zijn de lagen boven de ruimte van Reinke heel bewegelijk, wat goed is voor foneren (stemgeven). 
De longen leveren ademdruk die de stemplooien kunnen laten trillen. Dat heet subglottische druk. De luchtdruk is nauwkeurig te regelen. 
Meer onderdelen van de stemplooien zijn:
- (lage) slijmvlies
- Bedekkende laag (epitheel) cellen
- Ligament
- Stembanden en spier(en)